# Trdno skupaj
Trdno skupaj (s podnaslovom 100 let Salonita Anhovo – 70 let Pihalnega orkestra Salonit Anhovo) je album Pihalnega orkestra Salonit Anhovo, ki je izšel v samozaložbi Kulturnega društva »Svoboda« Deskle na glasbeni CD plošči leta 2021.

## O albumu
Album je izšel ob obletnicah orkestra in podjetja Salonit Anhovo.
Priložena mu je zgibanka s kratko predstavitvijo zgodovine orkestra.
Na njem ob spremljavi orkestra zapojejo tudi vokalni solisti, ki so v preteklosti že sodelovali z orkestrom.
Skladbo »Pusti času čas« (posnetek 11) so posvetili dolgoletnemu dirigentu orkestra, Radovanu Kokošarju.

## Seznam posnetkov
| CD              | CD                               | CD                   | CD              | CD              | CD      |
| Št.             | Naslov                           | Besedilo             | Glasba          | Priredba        | Dolžina |
| --------------- | -------------------------------- | -------------------- | --------------- | --------------- | ------- |
| 1.              | „Valovi‟                         | D. Kenda Hussu       | M. Legovič      | R. Kokošar      | 3:00    |
| 2.              | „Čez 20 let‟                     | U. Vlašič            | M. Vlašič       | P. Tovornik     | 4:01    |
| 3.              | „Dober dan‟                      | D. Mislej – Mef      | D. Kocjančič    | D. Prezelj      | 3:43    |
| 4.              | „Poletna noč‟                    | E. Budau             | M. Sepe         | F. Kuharič      | 3:11    |
| 5.              | „Tisti ljudje‟                   | R. Bučar             | R. Bučar        | M. Orlač        | 3:38    |
| 6.              | „Ni mi žal‟                      | U. Vlašič            | M. Vlašič       | P. Tovornik     | 3:23    |
| 7.              | „Ko mene več ne bo‟              | D. Mislej – Mef      | S. Fajon        | D. Prezelj      | 4:08    |
| 8.              | „Belo nebo‟                      | D. Kenda Hussu       | P. Greblo       | N. Kovačič      | 3:24    |
| 9.              | „Ne, ni res / Energy‟            | U. Vlašič            | M. Vlašič       | P. Tovornik     | 3:00    |
| 10.             | „Črta‟                           | D. Mislej – Mef      | D. Kocjančič    | R. Božič        | 3:27    |
| 11.             | „Pusti času čas‟                 | M. Čermak            | G. Rijavec      | R. Kokošar      | 2:37    |
| 12.             | „Tratata, zdaj igra naša muzika‟ | F. Milčinski – Ježek | B. Adamič       | V. Marković     | 2:58    |
| Skupna dolžina: | Skupna dolžina:                  | Skupna dolžina:      | Skupna dolžina: | Skupna dolžina: | 40:30   |

## Sodelujoči

### Pihalni orkester Salonit Anhovo
- Peter Pavli – dirigent na posnetkih 2, 3, 6, 7, 9 in 10
- Nejc Kovačič – dirigent na posnetkih 1, 4, 5, 8, 11 in 12

- Ana Skočir – flavta
- Doris Kodelja – flavta
- Jana Prijatelj – flavta
- Kaja Jerončič Skrt – flavta

- Nataša Štremfelj – oboa

- Aleš Gabrijelčič – klarinet
- Ameja Lesizza Mencin – klarinet
- Ivan Mencin – klarinet
- Kristjan Bašelj – klarinet
- Rihard Kodelja – klarinet
- Robert Hvalica – klarinet
- Silvio Brosche – klarinet, bas klarinet
- Slavko Okroglič – klarinet
- Miha Debenjak – klarinet

- Bojan Stanič – altovski saksofon
- Matic Rijavec – altovski saksofon
- Peter Maffi – altovski saksofon
- Matej Madon – tenorski saksofon
- Milan Borštnik – tenorski saksofon
- Sandi Žnidarčič – tenorski saksofon
- Aljoša Križnič – baritonski saksofon

- Aljaž Markič – trobenta
- Andrej Pavšič – trobenta
- Jernej Lovišček – trobenta
- Klavdij Bremec – trobenta
- Marko Kodelja – trobenta
- Massimo Pirih – trobenta
- Nejc Markič – trobenta

- Neža Mozetič – rog
- Nika Saksida – rog
- Nikica Banjac – rog
- Uroš Šturm – rog
- Veronika Koncut – rog

- David Stanič – pozavna
- Marjan Skrt – pozavna
- Matija Mlakar – pozavna

- Hotimir Vinazza – tenorska tuba
- Nejc Kovačič – tenorska tuba
- Radivoj Čargo – tenorska tuba

- Andraž Filej – tuba

- Andrej Čefarin – tolkala
- Jure Čargo – tolkala
- Matjaž Gusak – tolkala
- Vladimir Filej – tolkala

- Blaž Pahor – klavir
- Tomaž Mlakar – bas kitara
- Aleš Valentinčič – kitara

### Vokalni solisti
- Anika Horvat – poje na posnetkih 1, 4 in 8
- Nuša Derenda – poje na posnetkih 2, 6 in 9
- Slavko Ivančić – poje na posnetkih 3, 7 in 10
- Rudi Bučar – poje na posnetku 5
- Vladimir Čadež – poje na posnetku 11
- Gianni Rijavec – poje na posnetku 11

### Produkcija
- Jure Ferjančič – snemanje zvoka, obdelava posnetkov, producent
- Nejc Kovačič – producent
- Matjaž Gusak – producent
- Markacija d.o.o. – oblikovanje
- Kaja Jerončič Skrt – besedilo